# Breathe (The Prodigy)
Breathe is een nummer van The Prodigy, uitgebracht op 11 november 1996 als de elfde single van de band. Het was de tweede single van het album The Fat of the Land. Het nummer gaf de groep haar tweede opeenvolgende nummer 1-hit in zowel de Finse als Engelse single charts. De B-side van de single, "The Trick", een jazz-achtig drum and bassnummer, werd een hit in de Britse discotheken.
In Nederland en België scoorde het nummer opvallend beter dan de vorige single, Firestarter, die heden in de Benelux meer bekendheid heeft dan Breathe.

## NPO Radio 2 Top 2000
| Nummer met noteringen in de NPO Radio 2 Top 2000 | '19  | '20  | '21  | '22  | '23  | '24  |
| ------------------------------------------------ | ---- | ---- | ---- | ---- | ---- | ---- |
| Breathe                                          | 1368 | 1537 | 1364 | 1517 | 1472 | 1736 |

1. ↑  Een vetgedrukt getal geeft de hoogste notering aan.
2. ↑  2019 was het eerste jaar met een notering voor dit nummer.